# 電弧噴射火箭
电弧喷射火箭或电弧喷射發動機是一种电动航天器推进裝置，特色是在推进剂  （通常为肼或氨）的氣流中产生放电（电弧）。这为推进剂提供了额外的能量，因此人们可以从每公斤推进剂中提取更多的動能，但代价是增加了功耗和（通常）更高的成本。此外，与化学发动机相比，通常使用的电弧喷射发动机可提供的推力相當小。
当能量足夠时，电弧噴射非常适合太空船用來維持轨道，并且可以替代單基火箭。
Aerojet MR-510系列電弧喷射发动机目前使用在洛克希德马丁 A2100卫星上，使用聯胺作为推进剂，在 2 kW 下平均比衝超过 585 秒。 
在德国的斯图加特大学航太系统研究所，研究人员多年来一直在研究这些問題，并开发出各型输出功率从 1 kW 到 100 kW 不等的氢燃料电弧喷气发动机。加热的氢气出口速度可达16 km/s (9.9 mi/s) 。一顆名為巴登-符騰堡一號 (Baden-Württemberg 1, BW1) 的电弧喷射推进测试卫星，计划於 2010 年登上月球，在此之前尚未進行過此类任務。 BW1 将使用聚四氟乙烯(PTFE) 推进剂。